# North Sydney (Kanada)
North Sydney – miejscowość (community; 1885–1995 miasto) w kanadyjskiej prowincji Nowa Szkocja, w hrabstwie Cape Breton.
Miejscowość, której nazwa odwołuje się do pobliskiego Sydney, w 1885 otrzymała status miasta (town), który utraciła w 1995 w wyniku utworzenia regional municipality Cape Breton, przystań promowa komunikacji do Nowej Fundlandii (Channel-Port aux Basques).
Według spisu powszechnego z 1991 obszar miasta (town) to: 5,38 km², a zamieszkiwało wówczas ten obszar 7260 osób.